# つくしが丘
つくしが丘（つくしがおか）は、千葉県柏市の町名。現行行政地名はつくしが丘一丁目からつくしが丘五丁目。郵便番号277-0072。

## 地理
新柏駅の西口側に位置する。北で豊住・新柏、北東で中原の飛地、東で加賀、南で中原、南西で光ケ丘、西で東中新宿と隣接する。主に住宅地として利用されている。

### 地価
住宅地の地価は、2014年（平成26年）1月1日の公示地価によれば、つくしが丘3-21-4の地点で13万7000円/m2となっている。

## 世帯数と人口
2017年（平成29年）10月31日現在の世帯数と人口は以下の通りである。
| 丁目             | 世帯数    | 人口    |
| ---------------- | --------- | ------- |
| つくしが丘一丁目 | 246世帯   | 482人   |
| つくしが丘二丁目 | 279世帯   | 602人   |
| つくしが丘三丁目 | 489世帯   | 1,094人 |
| つくしが丘四丁目 | 323世帯   | 681人   |
| つくしが丘五丁目 | 605世帯   | 1,558人 |
| 計               | 1,942世帯 | 4,417人 |

## 小・中学校の学区
市立小・中学校に通う場合、学区は以下の通りとなる。
| 丁目             | 番地       | 小学校           | 中学校             |
| ---------------- | ---------- | ---------------- | ------------------ |
| つくしが丘一丁目 | 14～17番地 | 柏市立中原小学校 | 柏市立中原中学校   |
| つくしが丘一丁目 | 1～13番    | 柏市立中原小学校 | 柏市立光ケ丘中学校 |
| つくしが丘二丁目 | 全域       | 柏市立中原小学校 | 柏市立光ケ丘中学校 |
| つくしが丘三丁目 | 全域       | 柏市立中原小学校 | 柏市立光ケ丘中学校 |
| つくしが丘四丁目 | 全域       | 柏市立中原小学校 | 柏市立中原中学校   |
| つくしが丘五丁目 | 全域       | 柏市立中原小学校 | 柏市立光ケ丘中学校 |

## 交通

### 鉄道
- 東武鉄道野田線(東武アーバンパークライン)新柏駅の一部が町域内にあたる。

### バス
- 東武バスイースト 沼南営業所 - [南柏02系統] 南柏駅 - 豊住 - 光ヶ丘 - 酒井根
「つくしが丘」停留所が京葉銀行つくしが丘支店前にある。

## 施設
- 1号つくしが丘緑地
- あざみが丘公園
- つくしが丘公園
- つくしが丘第二公園
- つくしが丘第三公園
- つくしが丘第四公園
- つくしが丘第五公園
- つくしが丘第六公園
- つくしが丘第七公園
- つくしが丘三丁目公園
- つくしが丘三丁目みどりの広場
- つくしが丘五丁目みどりの広場
- ベルクス

柏つくしが丘郵便局は隣接する豊住三丁目に所在し、町域内にあたらない。